# Die Kramer
Die Kramer ist eine sechsteilige Fernsehserie aus dem Jahr 1969 über den Alltag einer Lehrerin, gespielt von Barbara Rütting. Regie bei allen sechs Folgen führte Hans Müller. Die Serie wurde vom SWF produziert und in und um Baden-Baden gedreht. Einige Jungdarsteller wurden später zu bekannten Fernsehgesichtern, wie etwa Ulrich von Dobschütz, Monika Lundi und Mathias Einert.

## Inhalt
Dr. Kramer stößt neu als erste Frau zum Kollegium des Carolus-Gymnasiums für Jungen. Die fortschrittliche Pädagogin setzt sich für ihre Schüler ein und steht ihnen bei der Lösung von Problemen zur Seite. Wenn es sein muss, widersetzt sie sich mit Zivilcourage männlichen Kollegen, aber auch dem Schuldirektor Dr. Berwig, wenn der etwa die Schülerzeitung verbieten oder einen Schüler von der Schule verweisen will, weil dieser einen Bart trägt.

## Folgen
Die NeueDer erste Tag im Carolus-Gymnasium ist für Frau Dr. Kramer nicht einfach: Nicht nur die Schüler, sondern auch die Kollegen begegnen ihr mit Skepsis. Durch den Zusammenstoß eines Lehrers mit einem Schüler ihrer Klasse kann sie ihre pädagogischen Fähigkeiten und ihre Zivilcourage unter Beweis stellen.
Das ExempelDer Vater von Paul Löffler war in Untersuchungshaft, weshalb der Junge von seinen Klassenkameraden geächtet wird. Für Dr. Kramer eine gute Gelegenheit, den Kindern wie den Erwachsenen den Unterschied zwischen Gefängnis und Untersuchungshaft bzw. schuldig oder nichtschuldig klarzumachen.
Ein Schüler vom LandeNach dem Tod seines Vaters lässt Wolfgang Häusner in seinen Leistungen erheblich nach. Frau Dr. Kramer findet heraus, dass der Junge tagsüber auf dem Bauernhof seiner Eltern schwere Arbeiten verrichtet. Sie versucht, die Mutter Wolfgangs zu überzeugen, dass er wegen seiner Begabung und Intelligenz auf die Universität gehört.
Ein hoffnungsloser FallPeter Graf, Sohn eines Arztes, verbessert sich trotz intensiver Nachhilfestunden nicht in seinen schulischen Leistungen. Peter erklärt Frau Dr. Kramer, dass er die Schule verlassen und Gärtner werden möchte. Peters Vater hingegen will, dass sein Sohn in seine Fußstapfen tritt und Arzt wird. Als Frau Dr. Kramer den Vater von Peters Wunsch in Kenntnis setzt und für einen Schulabgang plädiert, stößt sie auf Ablehnung. Daraufhin verschwindet der Schüler.
Im LandschulheimFrau Dr. Kramer befindet sich mit ihren Primanern im Landschulheim und probt mit den Schülern gemeinsam mit Mädchen aus einem benachbarten Landschulheim Shakespeares Romeo und Julia. Es kommt zu Schwierigkeiten, als sich die Darsteller von Romeo und Julia ineinander verlieben.
Die SchülerzeitungDirektor Berwig ist die Schülerzeitung ein Dorn im Auge. Frau Dr. Kramer hingegen begrüßt es, dass die Schüler sich über ihre Belange äußern. Durch einen anonymen Artikel in dieser Zeitung glaubt der Direktor, endlich eine Handhabe gefunden zu haben, die Schülerzeitung zu verbieten.

## Veröffentlichung
Die Premiere der ersten Folge fand am 6. November 1969 im Hessischen Werbefernsehen statt.
Die Serie wurde am 8. April 2011 von der in-akustik GmbH & Co. KG auf DVD veröffentlicht.